# Raión de Kareličy
Karélichy (en bielorruso: Карэліцкі раён) es un raión o distrito de Bielorrusia, en la provincia (óblast) de Goradnia. Su capital es Karélichy.
Comprende una superficie de 1094 km².

## Demografía
Según estimación 2010 contaba con una población total de 24130 habitantes.

## Subdivisiones
Comprende los asentamientos de tipo urbano de Karélichy (la capital) y Mir y ocho consejos rurales:
- Vialíkiya Zhújavichy
- Krásnaye
- Luki
- Maliúshychy
- Raitsa
- Turets
- Tsyryn
- Yarémichy